# Feyt
Feyt – miejscowość i gmina we Francji, w regionie Nowa Akwitania, w departamencie Corrèze.
Według danych na rok 1990 gminę zamieszkiwało 119 osób, a gęstość zaludnienia wynosiła 6 osób/km² (wśród 747 gmin Limousin Feyt plasuje się na 495. miejscu pod względem liczby ludności, natomiast pod względem powierzchni na miejscu 343.).